# François Van Hoorenbeek
François Van Hoorenbeek (? – ?) olimpiai bronzérmes belga kötélhúzó.
Az első világháború utáni olimpián, az 1920. évi nyári olimpiai játékokon indult kötélhúzásban. Az elődöntőben a brit, londoni rendőrségi csapat ellen kaptak ki, majd az ezüstéremért küzdöttek meg a hollandokkal és tőlük is kikaptak. Így a bronzmérkőzésen az amerikaiakat verték meg. A verseny Bergvall-rendszer szerint zajlott. Rajtuk kívül még négy ország indult (amerikaiak, britek, hollandok és az olaszok).